# Hey you (canción de Shakira)
"Hey you" (Eh, tú en español) es una canción escrita y producida por la cantautora colombiana Shakira. Es la séptima del disco Oral Fixation vol. 2 (octava en la versión reeditada).
La canción mezcla melodías británicas y algo de Jazz y está escrita en primera persona de una mujer que se propone ser todo y entregarse completamente a un hombre, pero este se resiste y la rechaza.

## Presentaciones en vivo
Si bien nunca fue lanzada como sencillo; Shakira la interpretó en vivo en varias oportunidades, entre ellas en el Rock in Rio Lisboa el 26 de mayo de 2006, en el Concierto Jingle Ball de Kiss Fm, y en la primera edición del MTV 5 STAR, sección inaugurada por Shakira con la promoción de Oral Fixation vol. 2, su primer álbum íntegramente en inglés.
También formó parte del repertorio del Tour Fijación Oral en Estados Unidos y Europa. Fue incluida en el DVD oficial de la gira y se pensó lanzarla como video promocional, pero por alguna razón esto nunca sucedió.

## Posiciones
En Last.fm, el sitio de música en línea más importante, "Hey you" es la 4.ª canción más escuchada de Oral Fixation Vol. 2, detrás de Hips Don't Lie; Animal City y How Do You Do

## Enlaces
1. ↑  «Temas de Shakira – Descubre música, videos, conciertos e imágenes en Last.fm».

- Web oficial de Shakira
- Hey You en vivo, Oral Fixation Tour.

- Datos: Q5896959